# Ōda, Shimane
Ōda  (japanska: 大田市 ?, Ōda-shi), eller Ohda, är en stad i Shimane prefektur i Japan. Staden fick stadsrättigheter 1954.
I staden ligger silvergruvan Iwami Ginzan som blev världsarv 2007.